# ألان باك ينسن
ألان باك ينسن (بالدنماركية: Allan Bak Jensen)‏ هو لاعب كرة قدم دنماركي، ولد في 21 مارس 1978 في هرنينغ في الدنمارك. لعب مع نادي إيكست ‏.